# 青春の詩 (アルバム)
『青春の詩』（せいしゅんのうた）は、1970年11月1日によしだたくろう（現・吉田拓郎）がリリースしたオリジナル・アルバムである。

## 背景
吉田拓郎（当時はよしだたくろう）のファーストアルバムで、すべて作詞・作曲を拓郎が担当している。広島でのアマチュア時代から、フォークソングのみならず、カントリー&ウエスタンやロック、ソウル、R&Bなど、多彩な音楽ジャンルを取り入れていた拓郎は、本作では「雪」と「灰色の世界I」2曲のボサノバを収録している。

## 制作
今作の制作にあたり、当時エレックレコードの専務兼プロデューサーだった浅沼勇は、自身が審査員を務めたヤマハ・ライト・ミュージック・コンテスト第2回のボーカルグループサウンド部門で優勝したマックスを起用した。浅沼はマックスを起用した理由について、「拓郎のフォークの荒削りな良さを消さず、拓郎ワールドを創っていけるタイトなリズムを持つバンドが必要と考えた」と述べている。
スタジオ・ミュージシャンと呼ばれるプロが歌謡曲歌手の音作りを専門としていた当時では、ひとつのロックバンドがアーティストと綿密に打ち合わせをしながら音を作っていく、という画期的なレコーディングであった。また、日本のジャズ・ギタリストの草分け的存在である沢田駿吾クィンテットも起用している。

## 売上げ
エレックレコード創業者・永野譲は「拓郎がエレック在籍時にリリースした『青春の詩』『よしだたくろう オン・ステージ ともだち』『人間なんて』の3枚は全て30万枚以上を売り上げ、当時のアルバムセールスとしては異例の売上げだった」と証言している。

## 収録曲
- 全作詞・作曲:よしだたくろう。

1. 青春の詩
2. とっぽい男のバラード
  - 「青春の詩」のB面曲。
3. やせっぽちのブルース
4. 野良犬のブルース
5. 男の子☆女の娘（灰色の世界II）
  - 中沢厚子とのデュエット
6. 兄ちゃんが赤くなった
7. 雪
  - 後にフォークグループの猫がカバーしヒットした。
  - 2022年にリリースされたラストアルバム『ah-面白かった』に、セルフカバー「雪さよなら」が収録され、ボーカルに小田和正が参加している[9]。
8. 灰色の世界I
9. 俺
10. こうき心
11. 今日までそして明日から
12. イメージの詩
  - 今作に収録されているものはシングルバージョンより長尺であり、ライブなどで披露されるのはアルバムバージョンに歌詞を追加したものがほとんどである。